# Astragalus mario-sousae
Astragalus mario-sousae là một loài thực vật có hoa trong họ Đậu. Loài này được A.E. Estrada, Villareal & Yen-Mendez mô tả khoa học đầu tiên năm 2005.